# 北アナトリア断層
北アナトリア断層（きたアナトリアだんそう、トルコ語：Kuzey Anadolu Fay Hattı）とは、約1000 kmにわたってトルコ北部を東西に貫くトランスフォーム断層である。その動き方から、より詳しくは「右横ずれ断層」に分類される。地球規模で見ても特に活動が活発な活断層の1つとして知られる。

## 概要

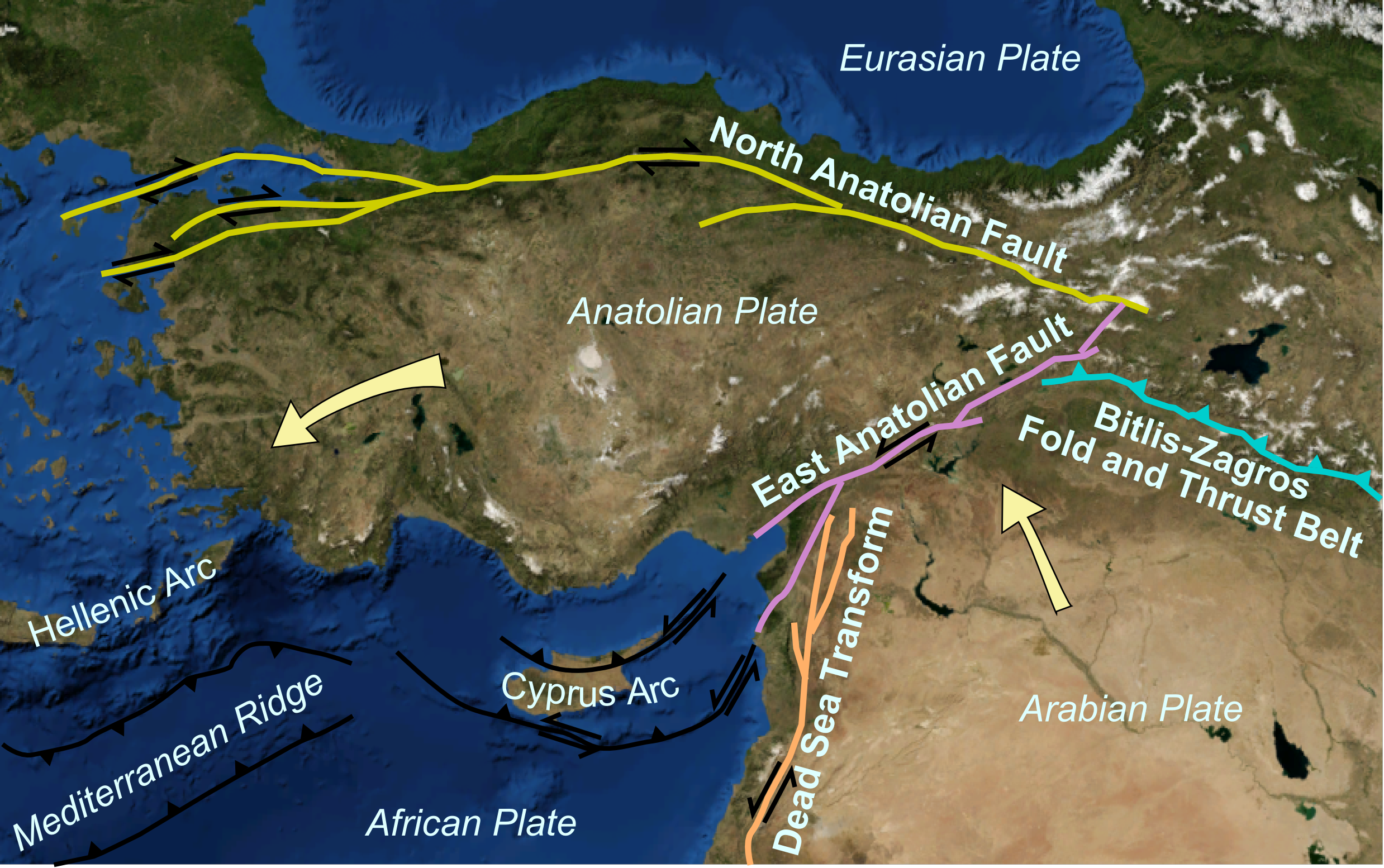
アナトリア半島と
北アナトリア断層（黄線）

プレートテクトニクス理論の考え方および、GPSのデータを基にした観測では、ヨーロッパから東アジアまでを覆う巨大なユーラシアプレートと、アナトリア半島（小アジア）を覆う小さなアナトリアプレートの境界に存在するトランスフォーム断層が、北アナトリア断層である。両プレートのずれを反映しており、断層の北側は東に、南側は西に動き続けている。
北アナトリア断層はイスタンブールに最も近い場所で、南に約20 kmしか離れていない。またイズミットやエルズィンジャンでは街の真下に、この断層が走っていると考えられており、防災上重要な断層である。この断層では過去に多数の大地震が起きたものの、総延長が約1000 kmと非常に長い北アナトリア断層全体が同時に動いた地震は、知られていない。基本的には、数年に1回程度の頻度で、少しずつ震源域が、この断層に沿って移動しつつ、大地震を発生させてきた。
北アナトリア断層は、エルズィンジャン付近で北西アナトリア断層と接する。また、アルメニアとトルコの国境付近で東アナトリア断層と接する。トルコ中部のチョルム県付近ではAlaca断層と接し、北西部のサカリヤ県付近ではGeyve断層と接する。

## 活動記録

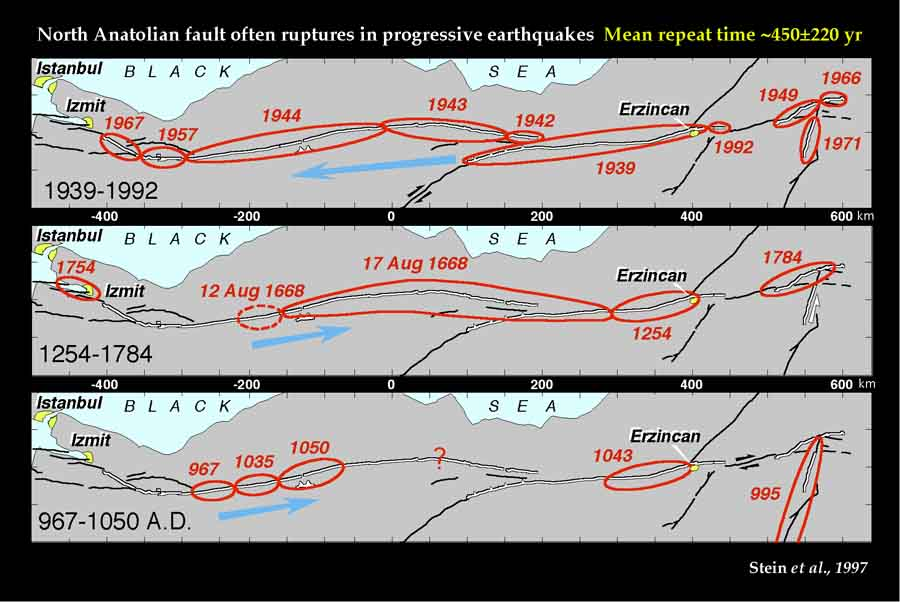
北アナトリア断層で過去に発生した地震の経過図

過去に北アナトリア断層で発生した大地震のうち、記録に残っている地震は以下の通りである。
※表記は左から順に「発生年月日」「震源・被害地域」「マグニチュード」。
- 紀元前282年、リシマキア付近、M6.7
- 121年、ニコメディア・ニカイア付近、M7.4
- 170年、Kyzikos付近、M7
- 358年8月24日、ニコメディア付近、M7.8
- 362年12月2日、ニコメディア・ニカイア付近、M6.8
- 368年10月11日、Persis・ニカイア付近、M6.8
- 437年9月25日、イスタンブール付近、M6.8
- 447年11月6日〜8日、イスタンブール・ニコメディア付近、M7.2〜7.3
- 460年、Cyzicus付近、M6.9
- 478年9月25日、Helenopolis・イスタンブール付近、M7.3
- 480年9月25日、ガリポリ付近、M6.8
- 484年、Callopolis付近、M7.2
- 541年8月16日、イスタンブール付近、M6.6
- 543年9月6日、Cycicus付近、M6.8
- 554年8月16日、イスタンブール・ニコメディア付近、M6.8〜7.6
- 557年12月24日、イスタンブール付近、M7.2
- 740年10月26日、イスタンブール・イズミット付近、M7.1
- 802年、エルズィンジャン付近、M6.5
- 860年5月23日、マルマラ海付近、M6.8
- 865年5月16日、イスタンブール付近、M6.7
- 869年1月9日、マルマラ海付近、M7
- 967年6月2日、ボル付近、M7.2
- 989年10月25日、マルマラ海付近、M7.2
- 995年12月、トゥンジェリ付近、M7
- 1010年1月8日、Callipoli付近、M7.4
- 1011年、エルズィンジャン付近、M6.5
- 1046年7月8日、エルズィンジャン付近、M7.3
- 1063年9月23日、Panio付近、M7.4
- 1087年12月6日、イスタンブール付近、M6.5
- 1168年、エルズィンジャン付近、M6
- 1254年、エルズィンジャン西方、M7.2?
- 1296年6月1日、ビテュニア付近、M7
- 1343年10月18日、Ganos・Heraclea（Marmara Ereğli）付近、M6.9〜7
- 1354年3月1日、Hexamili付近、M7.4
- 1419年3月15日、ブルサ付近、M7.2
- 1458年、エルズィンジャン・エルズルム付近、M7.6
- 1481年〜1482年、エルズィンジャン・エルズルム付近、M7.5〜7.7
- 1509年9月10日、マルマラ海・イスタンブール付近、M7.2〜7.4
- 1556年4月10日〜5月10日、マルマラ海沿岸、M7.1
- 1584年6月17日、エルズィンジャン付近、M6.6
- 1668年8月17日、ボル〜エルズィンジャン付近、M8（北部アナトリア大地震 (1668年)）
- 1685年11月22日、Gonek付近、M6.7
- 1705年1月27日、ビトリス付近、M6.7
- 1719年5月25日、イスタンブール・イズミット付近、M7.4（イズミット地震（1719年））
- 1766年
  - 5月22日、マルマラ海・イスタンブール付近、M7.1
  - 8月5日、ゲリボル・エディルネ付近、M7.6
- 1784年7月18日、エルズィンジャン・エルズルム付近、M7.6
- 1789年5月29日、Palu付近、M7
- 1855年2月28日・4月11日、ブルサ付近、M7.1
- 1859年8月21日、サロス付近、M6.8
- 1863年11月6日、Umurbey付近、M6.7
- 1866年
  - 5月12日、Gonek付近、M7.2
  - 6月20日、Kulp付近、M6.8
- 1875年10月、Canakkale付近、M6.7
- 1877年10月13日〜11月1日、マルマラ諸島付近、M6.1・群発地震
- 1878年4月19日、マルマラ海東部・イズミット付近、M6.7
- 1881年9月28日、チャンクル付近、M6.1
- 1890年5月20日、Kayi・Refahie付近、M7.3
- 1893年2月9日、サロス付近、M6.9
- 1894年7月10日、イスタンブール・イズミット付近、M6.7〜7.3
- 1905年4月15日、ブルサ付近、M6.5
- 1909年2月9日、Enderes付近、M6.3
- 1912年8月9日、サロス・マルマラ海西部付近、M7.4（同年9月13日にM6.8の余震）
- 1916年1月24日、サムスン・トカット付近、M7.1
- 1929年5月18日、Suşehri付近、M6.4
- 1935年1月4日、マルマラ諸島付近、M6.4
- 1939年12月26日、エルズィンジャン付近、M7.8
- 1942年12月20日、Erbaa付近、M6.9
- 1943年
  - 6月20日、アドパザリ付近、M6.3
  - 11月26日、Tosya付近、M7.6
- 1944年2月1日、Gerede付近、M7.6
- 1949年8月17日、Karlıova付近、M6.9
- 1951年8月13日、Kurşunlu、M6.5
- 1957年5月26日、Abant付近、M6.8
- 1966年8月19日、Varto付近、M6.9
- 1967年7月22日、Mudurnu付近、M7.0
- 1971年5月22日、Bingöl付近、M6.8
- 1992年3月13日、エルズィンジャン付近、M6.5
- 1999年
  - 8月17日、イズミット付近、M7.4（イズミット地震（1999年））
  - 11月12日、デュズジェ付近、M7.2